# 상주 북장사 명부전 목조지장보살삼존상 및 시왕상 일괄
상주 북장사 명부전 목조지장보살삼존상 및 시왕상 일괄(尙州 北長寺 冥府殿 木造地藏菩薩三尊像 및 十王像 一括)은 대한민국 경상북도 상주시 내서면, 북장사에 있는 불상이다. 2017년 8월 31일 경상북도의 유형문화재 제511호로 지정되었다.
이 불상은 명부전에 모셔진 24구(軀)의 목조상으로, 중앙의 지장삼존을 비롯하여 좌우에는 10구의 시왕상(十王像), 귀왕(鬼王 2구), 판관(判官 2구), 사자(使者 2구)의 순서로 배치되어 있다. 그리고 금강역사(2구)는 입구 쪽에 위치하고 있으며 3구의 동자상은 직지성보박물관에 따로 보관되어 있다. 조성발원문에 의하면, 1689년이라는 제작시기와 조각승을 알 수 있는데 17세기 후반의 조각승 지현(智玄)을 비롯한 8명의 조각승이 참여하였다.
문자기록이 잘 남아 있고 작품의 완성도 또한 뛰어나며 24구에 달하는 상(像)이 손상된 곳이 거의 없이 온전하게 남아 있어 17세기 불교조각사 연구에 중요한 자료이다.